# Marco Torrès

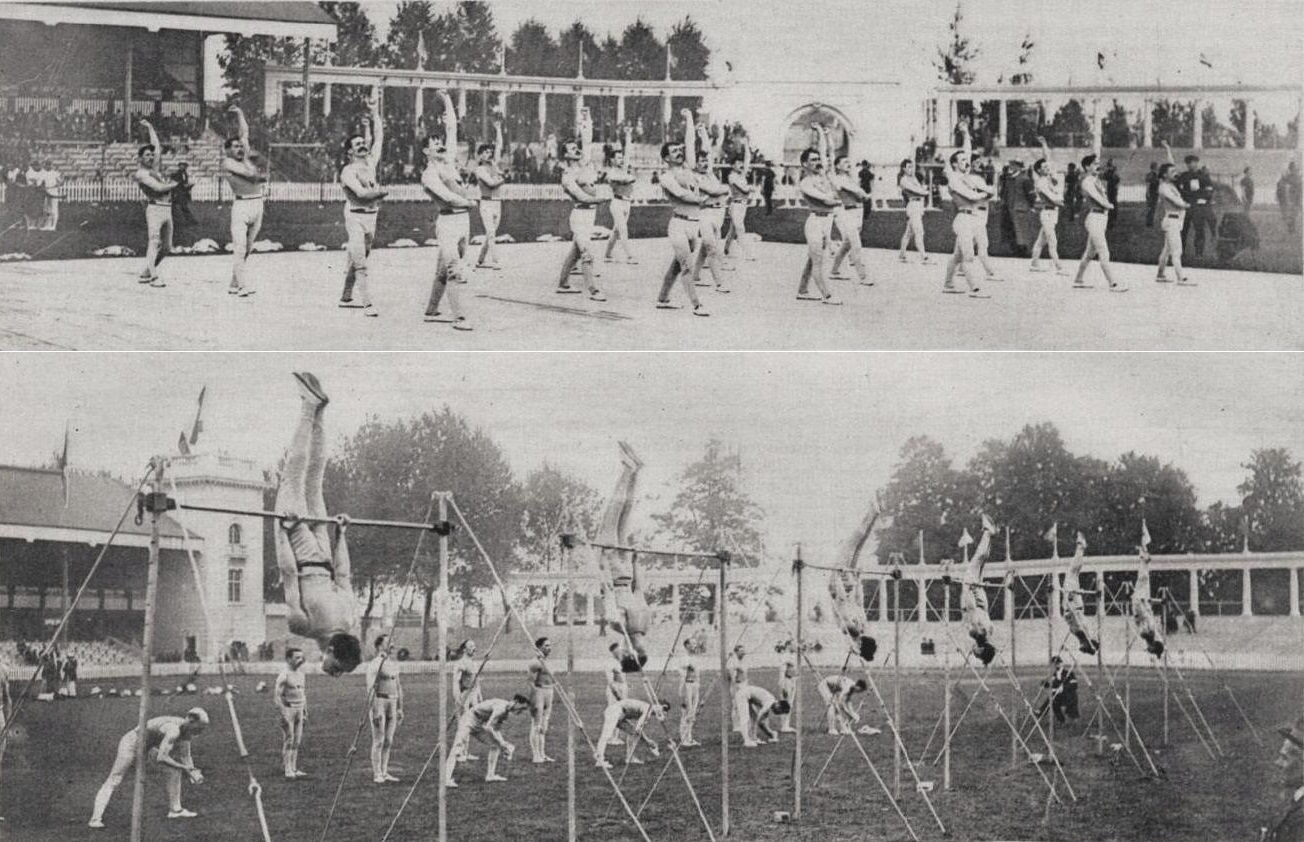
L'équipe française de gymnastique, sans ou avec agrès, troisième aux JO d'Anvers en 1920.

Marco Torrès (ou Marcos Torrès Candela, né le 22 janvier 1888 à Sidi-bel-Abbès - mort le 15 janvier 1963 à Marseille à près de 75 ans) était un gymnaste français d'ascendance espagnole, qui a concouru aux Jeux olympiques de 1912, ainsi qu'aux Jeux olympiques de 1920.

## Biographie
Il est né espagnol à Sidi-bel-Abbès en Algérie, fils de Marcos Antonio Torres, forgeron, et de Teresa Candela. Il appartenait au club L'Oranaise à Oran. En décembre 1929 il épousa Manuela Prats.
Il fut champion du monde du concours général de gymnastique, en 1909 et en 1913.
Aux Jeux olympiques de 1912, il finit septième du concours général de gymnastique.
Huit ans plus tard, aux Jeux olympiques d'Anvers, il gagna la médaille d'argent du concours général individuel. Il était alors également membre de l'équipe de France de gymnastique qui gagna la médaille de bronze à l'épreuve de gymnastique par équipe, épreuve selon la méthode européenne.
Il meurt le 15 janvier 1963 à Marseille.
La médaille de bronze de Benoît Caranobe aux Jeux olympiques de Pékin en 2008 fut la médaille de concours général suivante pour la France.

## Palmarès

### Jeux olympiques
- Anvers 1920
  -  médaille d'argent au concours général individuel
  -  médaille de bronze au concours par équipes

### Championnats du monde
- Turin 1909
  -  médaille d'or au concours général individuel
  -  médaille d'or au concours par équipes
  -  médaille d'or aux anneaux
  -  médaille d'argent aux barres parallèles

- Luxembourg 1911
  -  médaille d'argent à la barre fixe
  -  médaille d'argent au concours par équipes

- Paris 1913
  -  médaille d'or au concours général individuel
  -  médaille d'or aux anneaux
  -  médaille d'or à la barre fixe
  -  médaille d'argent au cheval d'arçons
  -  médaille d'argent au concours par équipes

- Ljubljana 1922
  -  médaille de bronze au concours par équipes

### Championnats de France
- Champion de France du concours général en 1910 (à égalité avec Joseph Martinez)